# Sami Aoun
Pour les articles homonymes, voir Aoun.
 (décembre 2020).
 (décembre 2020).
Sami Aoun est un politologue québécois d'origine libanaise, né en 1951. Il enseigne à l'École de politique appliquée de l'Université de Sherbrooke.

## Biographie
Sami Aoun grandit au Liban dans un climat de relative prospérité démocratique et de coexistence pacifique entre chrétiens et musulmans. Il reçoit un baccalauréat en philosophie et psychologie à l'Université libanaise et il complète en 1977 à la même université une maîtrise sur la Renaissance arabe. Il obtient en 1980 un doctorat d’État de l'Université Saint-Esprit de Kaslik intitulé « Les dimensions de la conscience scientifique chez les élites arabes ». Il enseigne ensuite à plein temps à l’Université libanaise et dans des universités privées.
En 1990, Sami Aoun devient chargé de cours à l’UQAM, à l’Université de Montréal et l’Université de Sherbrooke. Il obtient en 2000 un poste de professeur à l’Université de Sherbrooke, où il est devenu professeur émérite.
Sami Aoun mène des recherches sur l’actualité politique internationale, la légitimité des systèmes politiques au Moyen-Orient, les enjeux et les conflits politiques de cette région, l’Islam entre tradition et modernité, et l’histoire politique contemporaine du monde arabe.
Le professeur Aoun est de plus membre du Comité consultatif sur la sécurité nationale du Canada et chercheur associé à l'Observatoire sur le Moyen-Orient et l'Afrique du Nord de la Chaire Raoul-Dandurand (UQAM). Il est aussi analyste pour Radio-Canada et est invité régulièrement par différents médias pour commenter l’actualité au Moyen-Orient.